# Pontgibaud

Pontgibaud este o comună în departamentul Puy-de-Dôme, Franța. În 1 ianuarie 2022 avea o populație de 715 de locuitori.